# Stefan Tolnai
Stefan Tolnai (* 25. Juli 1989 in Heidenheim an der Brenz) ist ein deutscher Musicaldarsteller und Sänger.

## Leben
Tolnai wuchs in Giengen und Heidenheim an der Brenz auf. Bei einem Jugend-Musical-Projekt sammelte er in den Musicals Tommy, Big, Time Jump und Fame erste Bühnenerfahrungen. Zwischen 2001 und 2006 wirkte er bei verschiedenen Musicalgalas im Rahmen des Jugend-Musical-Projekts und der Opernfestspiele Heidenheim mit. 2007 machte Tolnai eine Ausbildung zum Rettungssanitäter. An der Geislinger New Stage Company absolvierte er eine Ausbildung zum Musicaldarsteller. Er spielte während der Ausbildung von 2009 bis 2011 die Rolle des Roy Fire im Musical Miami Nights. 2012 schloss er seine Ausbildung an der New Stage Company ab.
Neben seinen Musical-Projekten arbeitete Tolnai von 2007 bis 2015 beim DRK Rettungsdienst Heidenheim. 2012 spielte er im Musical Colored. Bei der Musical Gala im Kloster Herbrechtingen stand er im September 2012 mit Janet Chvatal, Marc Gremm und Patrick Stanke als Nachwuchstalent auf der Bühne. 2013 gehörte er zum Ensemble der Jubiläums-Musical-Gala Romanza des Musicalmagazins Da Capo im Colosseum Theater Essen. Seit 2013 organisiert und initiiert er die Benefiz Musical Gala, die zugunsten krebskranker und traumatisierter Kinder im Konzerthaus Heidenheim. Im Sommer 2014 übernahm Tolnai im Musical Die Päpstin im Schlosstheater Fulda die Rolle des Papstes und war Teil des Ensembles.
Ende 2014 gründete Tolnai die Eventagentur Er & Ich Entertainment.
Aufgrund eines Engagements bei dem Disney-Musical Aladdin beendete er 2015 seine Arbeit beim Rettungsdienst. Bis 2018 spielte er im Hamburger Stage Theater Neue Flora die Erstbesetzung Babkak. 2019 spielte Tolnai bei der konzertanten Version von Elisabeth – Das Musical vor dem Schloss Schönbrunn mit.
Im März 2020 gründete er gemeinsam mit Stefan Reil die Agentur T3 – Künstlervermittlung in Hamburg.
Seit November 2024 spielt er die Rolle des Oaken im Musical Die Eiskönigin in Stuttgart. 

## Auftritte (Musical und Gala)
- 2001–2006: Jugend-Musical-Projekt und Opernfestspiele Heidenheim (Solist)
- 2010: Musical Miami Nights – Rätsche Theater Geislingen, Rolle: Roy Fire
- 2012: Musical Colored (Tour), Rolle: König
- 2013: Ensemble – Romanza, Musical Gala – Colosseum Theater Essen
- 2013 – heute: Benefiz Musical Gala – Konzerthaus Heidenheim (Solist/Organisator)
- 2014: Musical Die Päpstin – Schlosstheater Fulda (Ensemble/Papst)
- 2015 – 2018: Musical Gentlemen – Konzertreihe (Solist)
- Von Dezember 2015 – Juni 2018: Musical Aladdin – Stage Theater Neue Flora, Rolle: Babkak (Erstbesetzung)
- 2019 – heute: Musical Gents – Konzertreihe (Solist)
- 2019 & 2020 Elisabeth – Das Musical (Konzertant) – Vereinigte Bühnen Wien – Fürst Schwarzenberg